# 185321 Kammerlander
185321 Kammerlander è un asteroide della fascia principale. Scoperto nel 2006, presenta un'orbita caratterizzata da un semiasse maggiore pari a 2,5833802 UA e da un'eccentricità di 0,1150168, inclinata di 7,06617° rispetto all'eclittica.